# Teatro comunale (Montecarotto)
Il Teatro comunale di Montecarotto è lo storico teatro della città nella provincia di Ancona.

## Storia
Il teatro è stato costruito a partire dal generoso lascito testamentario di 5.320 lire di Alessandro Baldoni datato 8 ottobre 1861. La volontà del nobile era chiarissima: quella somma doveva essere utilizzata unicamente per la costruzione di un nuovo teatro, in sostituzione del precedente. L'impresa si rivelò subito imponente, anche perché bisognava costruire un'opera di alto pregio artistico, da collocare in un'area ristretta, evitando le dimensioni ridotte del precedente impianto, già esteticamente discutibile e strutturalmente precario.
Il denaro in mano al comune tuttavia non poteva essere immediatamente utilizzato in quanto il testamento venne impugnato dal ramo degli eredi indiretti dei Dionisi Vici che ne reclamavano la titolarità.
La sentenza del Tribunale civile e correzionale di Macerata nel 1866 diede ragione al Comune di Montecarotto. Solo allora si poté procedere con la istituzione nel 1867 di una commissione per la preparazione di un progetto di massima che contemplasse appalti tecnici, costo complessivo dell'opera, luogo per l'edificazione e misure da porre in essere per l'espropriazione del suolo per pubblica utilità.
Progettista dell'opera divenne l'architetto di Jesi Raffaele Grilli e la gara di appalto se l'aggiudicò l'imprenditore di Ancona Giuseppe Lanari.
I lavori iniziarono nella primavera del 1872 e, nel pieno rispetto dei tempi di consegna, Lanari completò la struttura muraria l'8 marzo 1875. Seguirono le pitture, i decori artistici e la cura scenografica, dettagli ultimati nell'estate del 1877 prima del collaudo e della dichiarazione di agibilità del complesso. Il primo spettacolo avvenne l'8 settembre seguente con l'«Opera in Musica» Maria di Rohan del maestro Gaetano Donizetti.
Dopo anni di inattività per insorta inagibilità accertata negli anni sessanta del Novecento, nei primi anni ottanta sono iniziati i lavori di restauro e di consolidamento strutturale, completati in occasione del Festival Pergolesi Spontini il 9 settembre 2001. I locali sottostanti il teatro accolgono dal 2006 il Museo Civico e della Mail Art.

## Caratteristiche artistiche e architettoniche

Immagine panoramica a 360 gradi del Teatro comunale di Montecarotto [https://panoviewer.toolforge.org/#Teatro_comunale_Montecarotto.jpg (Visualizza in 3D)

Le decorazioni sono state curate dal senigalliese Giulio Marvardi e il corredo scenico è opera di Enrico Andreani di Ancona. Il sipario è invece del pittore parmense Cecrope Barilli, allora impegnato a Roma negli affreschi del nuovo palazzo del Ministero delle finanze ma che accettò di eseguire la pittura per un compenso di 300 lire. Barilli arrivò a Montecarotto il 23 luglio 1877 e la scena che scelse per il sipario è del tutto assimilabile alla sala di ballo che egli eseguì nel Palazzo de Larderel, a Livorno.
I tre artisti intesero dare al teatro una chiara intonazione allegorica e floreale, con dorature e semidorature che conferirono agli interni un aspetto prezioso e raffinato.

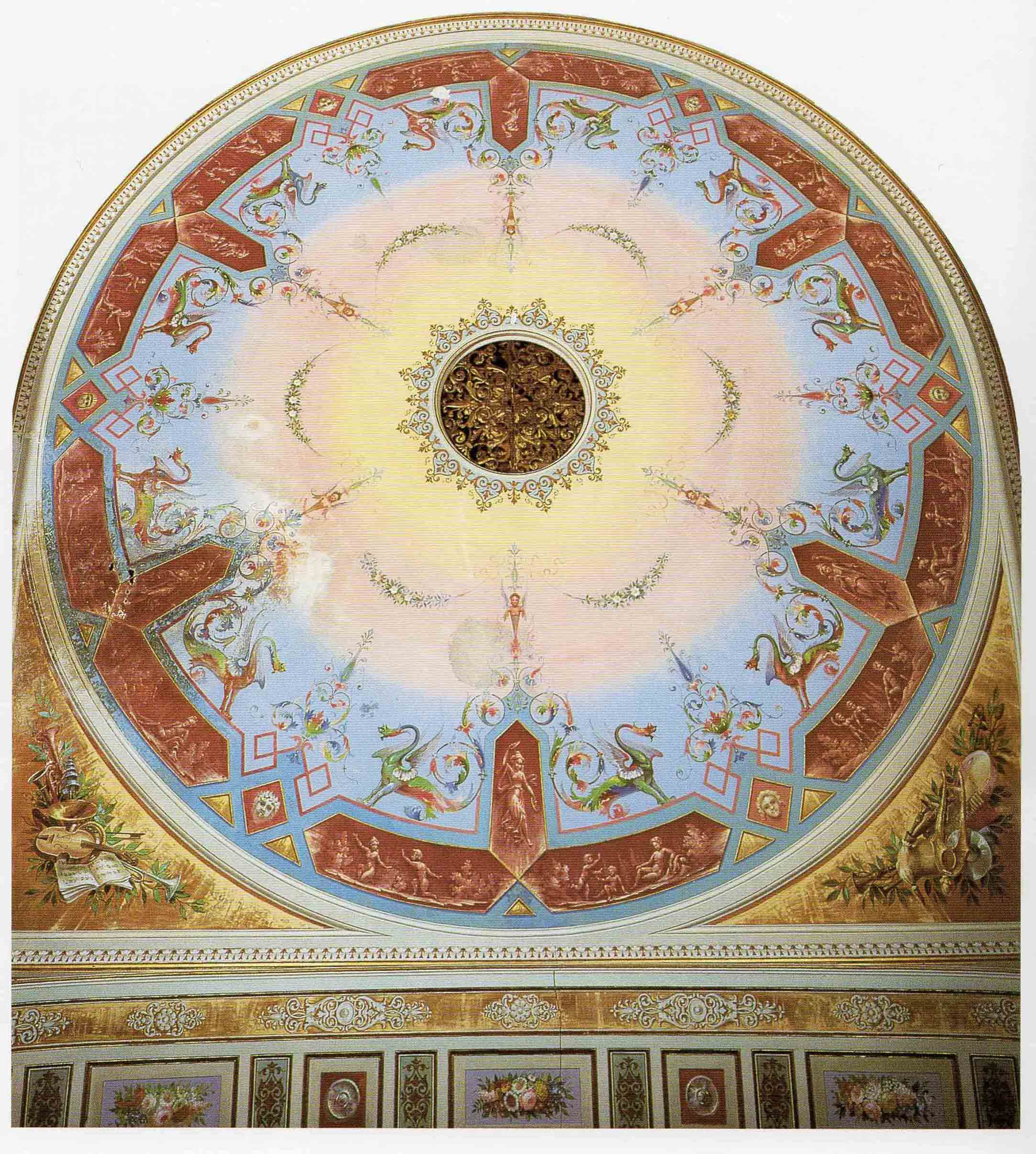
Volta e Boccascena del pittore Giulio Marvardi

La sala degli spettacoli ha una pianta con curva "a campana" o a ferro di cavallo, rivelatasi già all'inizio dell'Ottocento più congeniale della forma circolare, perché facilitava la "buona visione" del palcoscenico agli spettatori del settore più concavo dei tre ordini.
Le gallerie sono divise in palchetti da scomparti, secondo lo schema "ad alveare" che risale al barocco, con tre ordini di palchi per un totale di 38 unità. Il Teatro si caratterizza per la decorazione dei parapetti a fascia, mentre il boccascena è delimitato da coppie di paraste di stile corinzio, e concluso da un architrave dipinto a finti cassettoni. Il soffitto presenta immagini di stile classico alternate con ornamenti floreali che Marvardi aveva appreso dal maestro Mantovani.
L'edificio si caratterizza per la facciata in cotto. Il portico è sorretto da sei colonne doriche in laterizio e da pilastri a bugnato liscio. Il piano superiore presenta tre grandi finestre ad arco in asse con tre finestrotti quadrati inseriti nella parete dell'attico con la scritta "Teatro Comunale", al di sopra del cornicione a mensole.

## Attività Teatrale recente
- 25 settembre 2009. Spettacolo L'acqua, la memoria Il Suono del Vino.[1]
- 2 gennaio 2010. Song o not song'' il teatro-canzone-comico di Vittorio Viviani.
- 31 gennaio 2010. Concerto del Larry Willis Trio all'interno della rassegna “Le Strade del Jazz”.[2]
- 6 febbraio 2010. L'unico dubbio è sul prezzo scritto e diretto da Antonio Lucarini.
- 13 marzo 2010. Canto Popolare. Parole e suoni per Pier Paolo Pasolini con Maddalena Crippa. Spettacolo della Rassegna Scompagina/3, Libri in scena con dedica a Valeria Moriconi.[3]
- 20 marzo 2010. Rassegna Pergolesi a domicilio'' con gli spettacoli: La Madre Padrona, Giovan Battista Pergolesi rimette le cose a posto e Le donne di Pergolesi. Monologhi e dialoghi dedicati a Giovanni Battista Pergolesi nel terzo centenario della nascita[4]
- 30 marzo - 10 luglio 2010. Mostra del maestro Bruno d'Arcevia presso il Teatro Comunale di Montecarotto.[5]
- 18 settembre 2010. La Servante Maitresse musiche di Giovanni Battista Pergolesi e François Devienne.[6]
- 24 settembre 2010. Prova generale aperta al pubblico Concerto lirico. Cantanti Lirici – Scuola dell'Opera Italiana del Teatro Comunale di Bologna Professori d'Orchestra - Progetto Sipario.[7]
- 1 aprile 2017. Thalia Zedek band[8]